# Armata 2-funtowa
Armata dwufuntowa (ang. Royal Ordnance Quick Firing 2-pounder) to brytyjska armata przeciwpancerna kalibru 40 mm produkowana od 1936. W momencie jej powstania była to jedna z najlepszych armat przeciwpancernych na świecie, ale już pod koniec 1941 w związku ze wzrastającym opancerzeniem czołgów została zastąpiona przez armatę 6-funtową (57 mm). Nazwa pochodzi od przybliżonej masy wystrzeliwanych pocisków (od 2,1 do 2,6 funta, czyli 0,95-1,18 kg).

## Historia
Została zaprojektowana jako broń piechoty, ale okazało się, że jej laweta jest zbyt ciężka, aby używać armaty jako działa piechoty i w 1938 przeszła na uzbrojenie regimentów artylerii przeciwpancernej. Oryginalne łoże trójogonowe pozwalało na prowadzenie ognia w zakresie 360° w płaszczyźnie poziomej.
Armata była używana także w wielu czołgach i pojazdach opancerzonych produkcji brytyjskiej we wczesnym okresie II wojny światowej.
Podobnie jak późniejsze brytyjskie armaty 6- i 17-funtowe była konstrukcją bardzo udaną, w swojej klasie przewyższała podobne konstrukcje niemieckie (jak 3,7 cm PaK 36) czy radzieckie (jak armata 45 mm wz. 1937 (53-K)).

## Użycie bojowe
Armaty 2-funtowe zostały wycofane z aktywnej służby frontowej w Afryce Północnej w 1942, kiedy zostały zastąpione przez armaty 6-funtowe, pozostały jednak na stanie armii do końca wojny.
Jako uzbrojenie samochodów pancernych pozostawała w służbie czynnej do końca wojny. Początkowo montowane ją między innymi w czołgach Tetrarch, seria Cruiser – Mk I, Mk II, Mk III, Mk IV, Covenanter oraz czołgach piechoty Matilda II, Valentine i wczesnych modelach Churchill.
Dużym problemem był brak amunicji odłamkowej do tego działa, gdyż zdecydowano, że armata ta miała zbyt mały kaliber aby mieszczący się w pocisku ładunek wybuchowy miał praktyczne znaczenie przy zastosowaniach przeciwpancernych. W czasie wojny okazało się jednak, iż w przypadku pojedynków artyleryjskich z armatami przeciwpancernymi nieprzyjaciela brak tego typu amunicji stawiał armaty 2-funtowe w wyraźnie gorszej pozycji.
Zdobyte przez Niemców w czasie kampanii we Francji w 1940 armaty dwufuntowe były następnie używane przez Wehrmacht i nosiły oznaczenia 4.0 cm Pak 192 (e) i 4.0 cm Pak 154 (b) (e – armaty brytyjskie, b – armaty belgijskie).
| Przebijalność pancerza              |                                      |
| AP (przeciwpancerny pełnokalibrowy) |                                      |
| Odległość, m                        | Kąt uderzenia 60°, przebijalność, mm |
| 91                                  | 55                                   |
| 457                                 | 47                                   |
| 914                                 | 37                                   |
| 1371                                | 27                                   |
| APHV                                |                                      |
| Odległość, m                        | Kąt uderzenia 60°, przebijalność, mm |
| 457                                 | 57                                   |
| APCBC                               |                                      |
| Odległość, m                        | Kąt uderzenia 60°, przebijalność, mm |
| 457                                 | 57,5                                 |